# معركة الرمادي (2004)
معركة الرمادي وقعت في ربيع عام 2004، في نفس الوقت الذي دارت فيه معركة الفلوجة الأولى، وكان الهدف منها هو السيطرة على مدينة الرمادي في محافظة الأنبار غرب العراق.
في أبريل 2004، كانت الفلوجة محاصرة من قبل قوات التحالف، وكان المسلحون يسعون لتخفيف الضغط على المدينة من خلال شن هجوم خاص بهم. وكانت الرمادي تُعتبر مركز ثقل لقوات التحالف، وبالتالي كانت مدينة حيوية في غرب العراق.
قبل بدء المعركة، قطع المسلحون الطريق السريع المؤدي من الأنبار إلى بغداد.وفي 6 ابريل بدأت المعركة استمر القتال في اليوم التالي. وعلى مدى أربعة أيام، تم الإبلاغ عن مقتل 250 مسلحاً.
وبعد 6 أشهر من القتال في الرمادي، قُتل 34 من مشاة البحرية وموظف بحري، وأُصيب 269 منهم. وظلت المدينة في وضع غير مستقر طوال فترة العقد الأول من القرن الحادي والعشرين، مما أدى إلى معركة الرمادي في عام 2006. حيث قُتل 5 من قوات مشاة بحرية الولايات المتحدة وأصيب 31 آخرون.

## احداث المعركة

### 4 ابريل
بدأت المعركة في الساعة 10:48 عندما تعرضت سرية عسكرية لإطلاق نار من أسلحة خفيفة وقذائف آر بي جي في منطقة ال مكبع. وتم مطاردة المسلحين إلى مبنى قريب حيث استمرت فرقتان وقوة للرد السريع في القتال من الساعة 11:45 إلى 12:05. ومن هناك، تم محاصرة الفرقتين، مما دفع قوة الرد السريع للانتقال إلى موقع دعم آخر.
وفي حوالي الساعة 13:30، تم الإبلاغ عن وجود عبوة ناسفة في قطاع سرية "إي"، في الضواحي الشرقية للمدينة. وأثناء فرض طوق عسكري حول المنطقة، تعرضت السرية لإطلاق نار من أسلحة خفيفة. في الوقت نفسه تقريبًا، هوجمت إحدى فرق القناصة التابعة للكتبية التي تمركزت بالقرب من نهر الفرات من قبل 12 إلى 15 رجلًا. وفي حوالي الساعة 14:00، تعرضت دورية من السرية لكمين. وتم إرسال قوة رد سريع لتعزيز الدورية عندما اشتبكت مع المسلحين في شرق المدينة. كما تم استهداف سيارتين من طراز هامفي، وأصيب قائد فصيلتها بجروح حرجة.

### 6 ابريل
وفي 6 ابريل، خاض مشاة البحرية الأمريكية معارك مع المسلحين في جميع أنحاء المدينة خلال اشتباكات متقطعة في ذلك اليوم. وفي نهاية اليوم الأول من القتال، قُتل 12 من مشاة البحرية.

## وصلات خارجية
- Battle of Ramadi (2004)